# Shanghai GM
Shanghai General Motors (communément appelé Shanghai GM ; chinois : 上海通用汽车) est une coentreprise entre General Motors et SAIC qui fabrique et vend les voitures de marque Chevrolet, Buick, Cadillac et Opel en Chine continentale. Shanghai GM a été fondée le 12 juin 1997, chacun des deux partenaires détiennent 50 % de ce groupe. Shanghai General Motors a commencé à assembler le premier véhicule, la Buick Regal, à Shanghai, en Chine en 1999.

## Histoire
En 2003, la Chine est devenue le deuxième plus grand marché unique pour General Motors, avec la vente de 201 188 véhicules, soit une augmentation de 81,6 % par rapport à l'année précédente. Cette année Shanghai GM a réalisé une part de marché de 13% en Chine continentale, ce qui la classe deuxième  parmi les constructeurs étrangers sur ce marché après Volkswagen. Les ventes ont chuté en 2004, lorsque la compagnie n'a pu compter sur les ventes de la Voile Buick et ni de la sortie de son remplacement, la Chevrolet Sail, qui a été reportée à Février 2005. General Motors Shanghai est alors à la septième place en part de marché en Chine continentale. La part de marché de Shanghai General Motors est remontée à près de 9,8 pour cent, plaçant Shanghai GM parmi les trois meilleurs constructeurs de voitures de tourisme en Chine continentale.
En mai 2005, Shanghai GM a achevé la construction d'une nouvelle usine d'assemblage, dans le quartier de Pudong à l'est de Shanghai, faisant plus que doubler sa capacité de production annuelle de 320 000 véhicules. Shanghai GM est le premier producteur de véhicules de tourisme en Chine en 2006, avec la vente de 413 400 véhicules. 
En Février 2010, SAIC a acquis une participation additionnelle de 1 pour cent dans la coentreprise pour 85 millions de dollars[réf. nécessaire].
En 2011, Shanghai GM a vendu 1 200 355 véhicules sur le marché chinois. Shanghai GM est la plus grande joint-venture de General Motors en Chine. En Septembre 2006, General Motors a lancé une version de la 4-portes Opel Corsa avec un moteur 1.6L, ce qui en fait le premier véhicule d'exportation fabriqué par Shanghai GM.

## Les modèles actuels

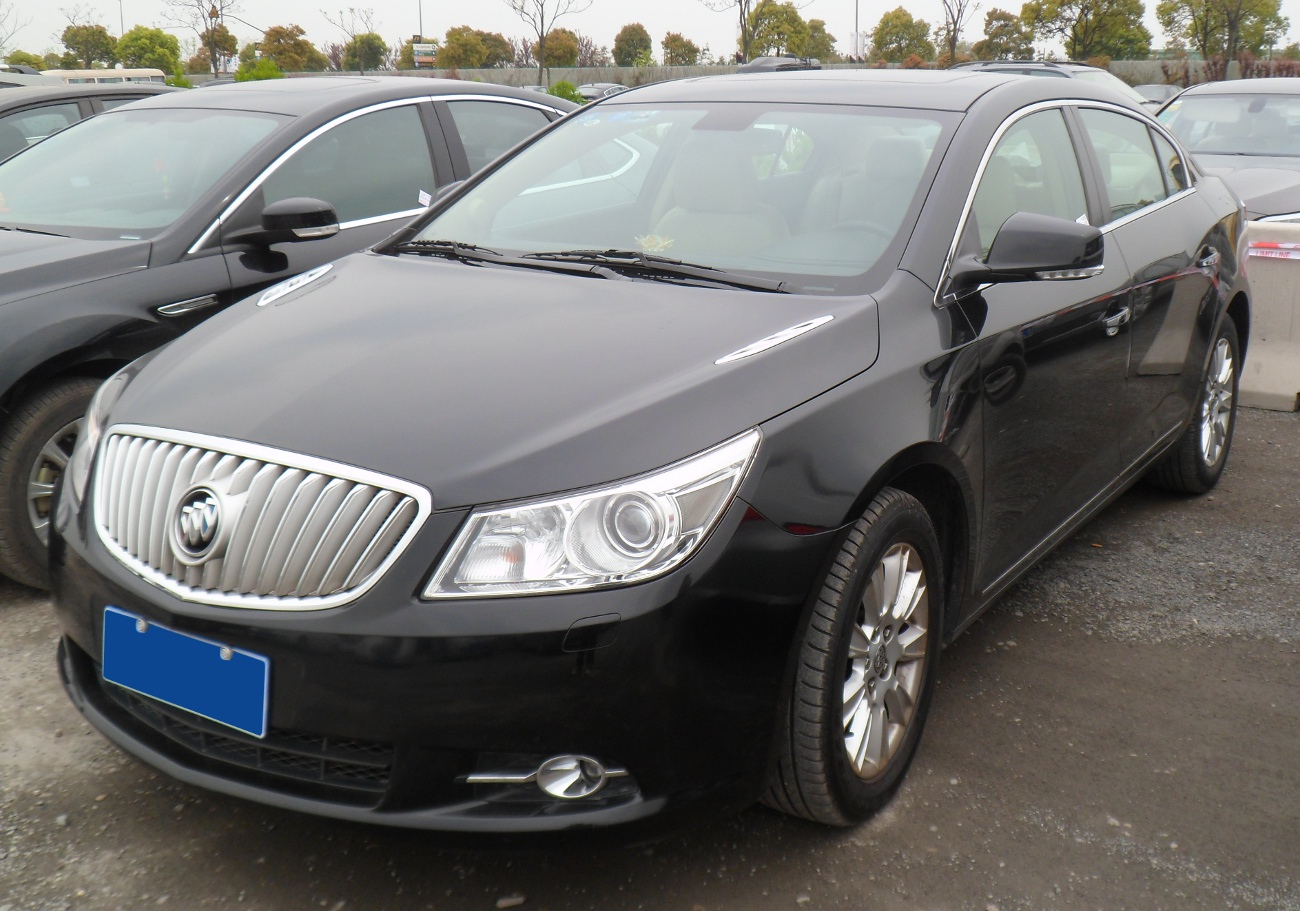
Buick LaCrosse

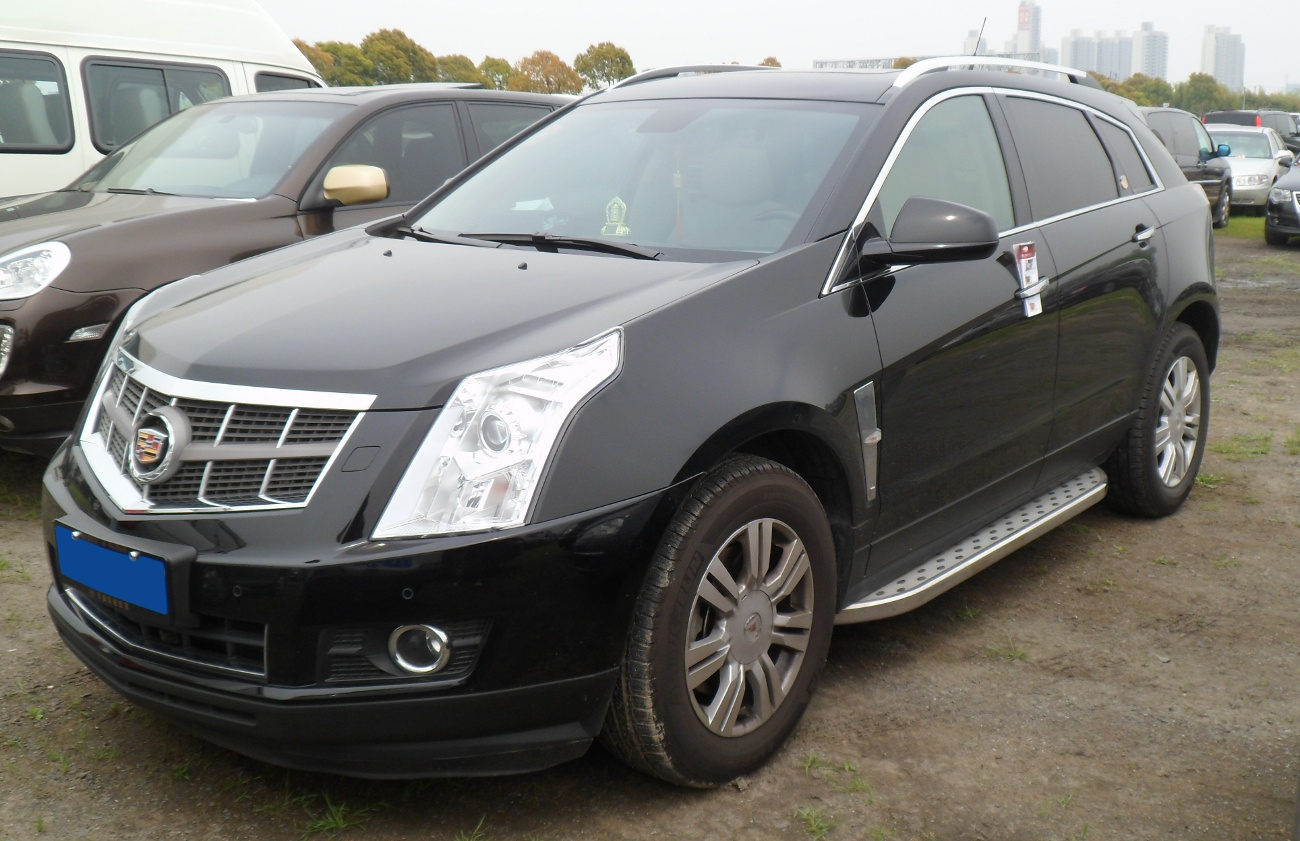
Cadillac SRX

### Buick
- - Park Avenue – basé sur Holden Statesman/Caprice
  - Regal – basé sur Opel Insignia
  - LaCrosse
  - Enclave (Importé)
  - Encore – basé sur Opel Mokka
  - Excelle HRV – basé sur Daewoo Lacetti
  - Excelle GT/XT – basé sur Opel Astra J
  - GL8
  - Sail

### Cadillac

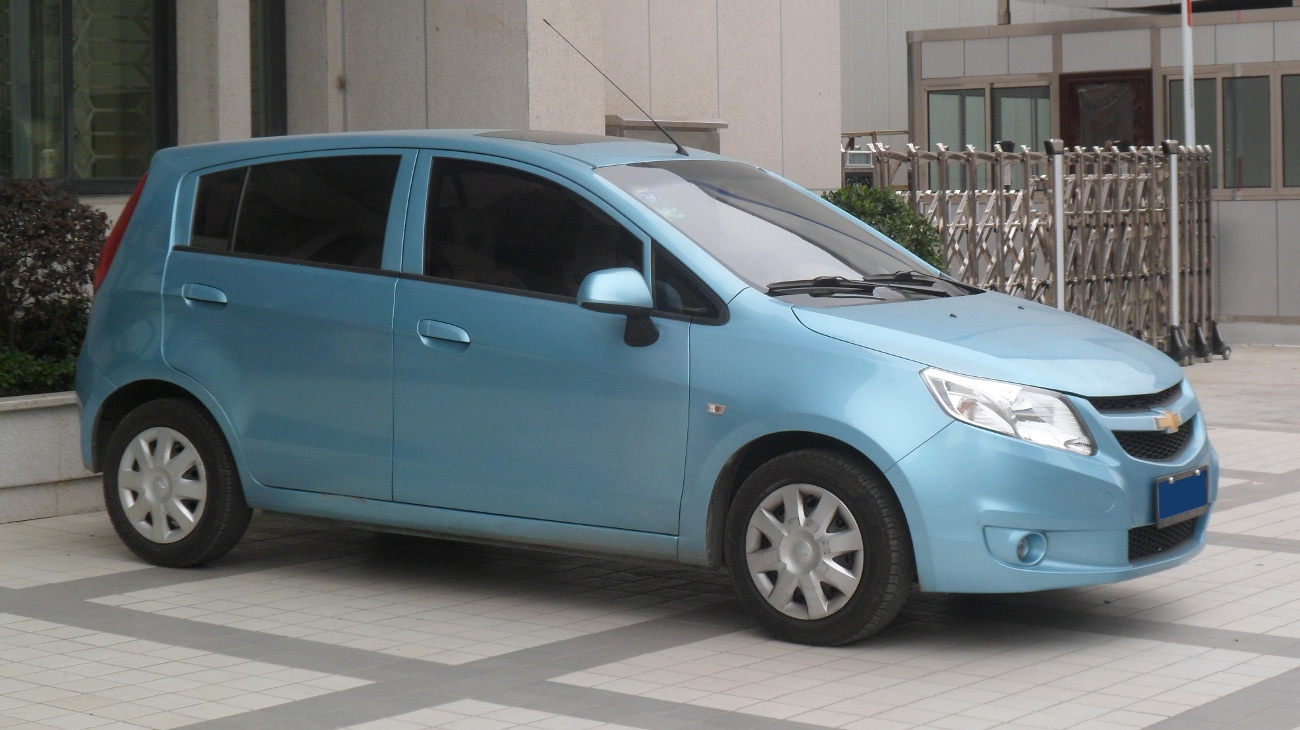
Chevrolet Sail Hatchback

- - ATS-L
  - CTS (Import)
  - XTS
  - CT6
  - XT5
  - Escalade (Import)

### Chevrolet
- - Aveo
  - Camaro (Importé)
  - Captiva
  - Cruze
  - Malibu
  - Sail

## Les anciens modèles
- Cadillac
  - SLS
  - SRX (Import)

- Chevrolet
  - Matiz
  - Aveo
  - Sail
  - Volt (Import)
  - Epica

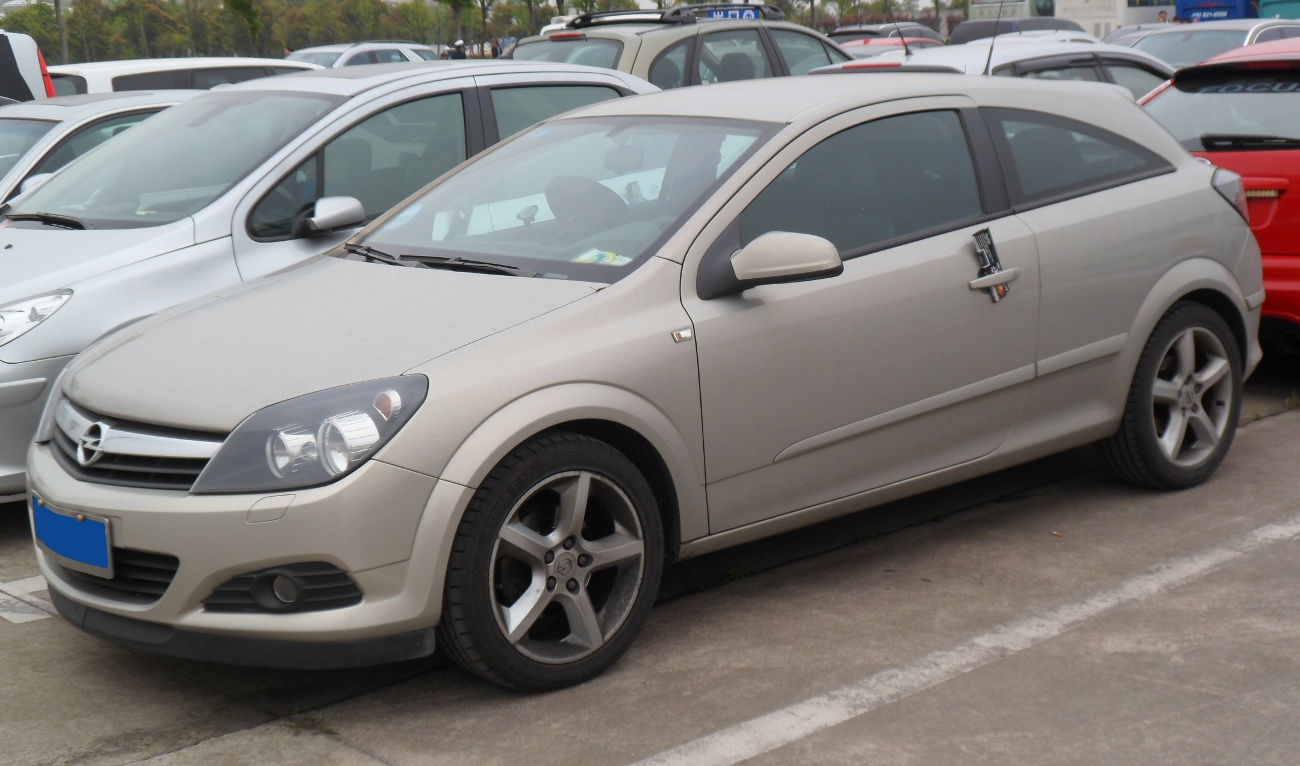
Opel Astra GTC

- Opel : la marque fut importée jusqu'en 2014.
  - Agila A.
  - Astra F 4p, G 4p, H 4p-5p-GTC-TwinTop et J GTC.
  - Vectra B et C
  - Insignia Sports Tourer
  - Omega B
  - Opel Zafira A, B et Zafira Tourer.
  - Antara